# Han Suyin
Han Suyin (vereenvoudigd Chinees: 韩素音; traditioneel Chinees: 韓素音; pinyin: Hán Sùyīn; 12 september 1916 of 1917 - 2 november 2012) is het pseudoniem van Elizabeth Comber, geboren Rosalie Matilda Kuanghu Chou (vereenvoudigd Chinees: 周光瑚; traditioneel Chinees: 周光瑚; pinyin: Zhōu Guānghú). Ze was een in China geboren Euraziatische arts en de auteur van Engels- en Franstalige werken over het moderne China, romans die zich afspelen in Oost- en Zuidoost-Azië, en autobiografische memoires die de periode van het moderne China overspannen. Door haar geschriften verwierf ze de reputatie van een vurig en welbespraakt pleitbezorgster van de Communistische revolutie in China. Ze woonde sinds de jaren zeventig in Lausanne, Zwitserland, waar ze op 2 november 2012 is overleden.

### Romans
- Destination Chungking (1942)
- A Many-Splendoured Thing (1952) – De grote schittering (1957)
- And the Rain My Drink (1956) – Regen zal ik drinken (1956)
- The Mountain Is Young (1958) – De berg is jong
- Two Loves (1962), dat bestaat uit twee novelles: Cast But One Shadow en Winter Love - Winter liefde (1988)
- Cast But One Shadow (1962)
- Four Faces (1963)
- L'abbé Pierre (1965, alleen in het Frans)
- L'abbé Prévost (1975, alleen in het Frans)
- Till Morning Comes (1982) - Wachtend op de dageraad (1983)
- The Enchantress (1985)

### Autobiografische werken
- The Crippled Tree (1965) – De geschonden boom (1967) – bestrijkt de periode in China van Han Suyin en haar familie, de periode 1885–1928
- A Mortal Flower (1966) – bestrijkt de periode 1928–1938
- Birdless Summer (1968) – bestrijkt de periode 1938–1948
- My House Has Two Doors (1980) – bestrijkt de periode 1949–1979 – is later gepubliceerd in twee delen bij de paperback-uitgave in 1982, waarbij het tweede deel de titel Phoenix Harvest draagt
- Wind in My Sleeve (1992) – bestrijkt de periode 1977–1991
- A Share of Loving (1987) – een meer persoonlijke autobiografie van Han Suyin, haar Indiase echtgenoot Vincent en zijn familie
- Fleur de soleil – Histoire de ma vie (1988, alleen in het Frans)

### Historische studies
- China in the Year 2001 (1967) – China in 2001 (1968)
- Asia Today: Two Outlooks (1969)
- The Morning Deluge: Mao Tsetung and the Chinese Revolution 1893–1954 (1972) – De morgenvloed: Mau Tsetoeng en de Chinese Revolutie (1973)
- Lhasa, the Open City (1976)
- Wind in the Tower: Mao Tsetung and the Chinese Revolution, 1949–1965 (1976) – De wind in de toren : Mau Tsetoeng en de Chinese revolutie: 1949-1975 (1978)
- China 1890–1938: From the Warlords to World War (1989, historische fotoreportage)
- Eldest Son: Zhou Enlai and the Making of Modern China (1994)

### Essays
- Tigers and Butterflies: Selected Writings on Politics, Culture and Society (Londen: Earthscan, 1990)

- Bibsys: 90086146
- Biblioteca Nacional de Chile: 000085402
- Biblioteca Nacional de España: XX936423
- Bibliothèque nationale de France: cb11906828w (data)
- Catàleg d'autoritats de noms i títols de Catalunya: 981058512066006706
- CiNii: DA00448617
- Gemeinsame Normdatei: 118701304
- International Standard Name Identifier: 0000 0003 6863 0546
- Library of Congress Control Number: n50031681
- Bibliotheek van het Japanse parlement: 00442352
- Nationale Bibliotheek van Tsjechië: jn19981001400
- Nationale bibliotheek van Australië: 36732020
- Nationale Bibliotheek van Israël: 987007262331105171
- Nationale Bibliotheek van Polen: a0000002005959
- Nederlandse Thesaurus van Auteursnamen: 069288798
- Réseau des bibliothèques de Suisse occidentale: 02-A000078277
- Istituto Centrale per il Catalogo Unico: CFIV006797
- LIBRIS: 189939
- SNAC: w62p2x6z
- Système universitaire de documentation: 026913917
- Trove: 1439823
- Virtual International Authority File: 108293425
- WorldCat: E39PBJm9fFbGHGwCDMrT9fGj4q